# Cândido Azevedo Mendes
Cândido de Azevedo Mendes, também referido por vezes como Cândido Mendes de Azevedo, nasceu em Torres Novas em 1874 e ingressou no noviciado da Companhia de Jesus em 1888, no Barro (Torres Vedras). Foi professor de Física, Química e Ciências Naturais no Colégio de São Fiel entre 1896 e 1902, ano em que fundou a revista Brotéria juntamente com Joaquim da Silva Tavares S.J. e Carlos Zimmermann S.J.. Foi ordenado em Roma em 1906, enquanto concluía os seus estudos em Teologia na Universidade Gregoriana.
Foi um dos fundadores da Sociedade Portuguesa de Ciências Naturais em 1907, juntamente com Miguel Bombarda, Alfredo Bensaúde, Joaquim da Silva Tavares S.J., Manuel Rebimbas S.J., Gonçalo Sampaio, José Maximiano Corrêa de Barros, Carlos Zimmermann S.J., Afonso Luisier S.J., Camillo Torrend S.J., Celestino da Costa, António Oliveira Pinto S.J. e Marck Athias, entre outros.
Com a expulsão dos Jesuítas e das restantes Ordens Religiosas em 1910, as colecções do Colégio de São Fiel foram expropriadas. Cândido Mendes, exilado em Salamanca, tentou recuperar estas colecções, escrevendo e divulgando pela Comunidade Científica Portuguesa e Internacional "O Collegio de S. Fiel. Resposta ao relatório do advogado Sr. Ramos Preto" e "A Brotéria no exílio". Apesar do esforço de diversos cientistas portugueses, nos quais se incluíram Veríssimo de Almeida e Ferreira da Silva, as colecções não foram recuperadas pelos jesuítas exilados.
Cândido Mendes publicou dezenas de artigos na Brotéria, a maioria dos quais sobre a sua investigação em Lepidópteros.